# نیکلاس کاپلین
نیکلاس کاپلین (انگلیسی: Nicholas Caplin؛ زادهٔ ۴ دسامبر ۱۹۵۸) فرد نظامی اهل بریتانیا است. وی برندهٔ جوایزی همچون نشان حمام شده است.
کاپلین که در مدرسه گرامر پول و دانشگاه ساری (لیسانس اقتصاد) تحصیل کرده است، در سال ۱۹۸۰ به نیروی هوایی ارتش پیوست و به اسکادران ۶۶۱ پیوست. او به عنوان یک افسر جوان در ایرلند شمالی خدمت کرد.
کاپلین که به سرهنگ دومی ارتقا یافت، در سال ۱۹۹۵ عضو کادر فرماندهی در کالج ستاد، کمبرلی، و در سال ۱۹۹۷ فرمانده هنگ سوم نیروی هوایی ارتش در واتیشام شد، که در آن زمان هنگ او درگیر عملیات در بوسنی و هرزگوین بود. او در ژانویه ۲۰۰۰ معاون فرمانده و رئیس ستاد نیروی مشترک هلیکوپتر (ایرلند شمالی) و در سال ۲۰۰۱ فرمانده دانشکده هوانوردی ارتش در میدل والوپ شد و پس از ارتقاء به درجه سرتیپ، در ژانویه ۲۰۰۳ معاون فرمانده و رئیس ستاد فرماندهی مشترک هلیکوپتر شد. او در ژانویه ۲۰۰۶ فرمانده گروه آموزش جمعی، در مارس ۲۰۰۸ هماهنگ‌کننده سپاه حفاظت کوزوو و در اوت ۲۰۰۹ افسر کل فرمانده فرماندهی پشتیبانی بریتانیا (آلمان) شد. او در اکتبر ۲۰۱۲ به عنوان مربی ارشد ارتش در کالج سلطنتی مطالعات دفاعی منصوب شد.